# Катастрофа DC-8 в Новом Орлеане
Катастрофа DC-8 в Новом Орлеане — авиационная катастрофа, произошедшая ночью 30 марта 1967 года. Авиалайнер Douglas DC-8-51 авиакомпании Delta Air Lines выполнял тренировочный рейс DL9877 в Новом Орлеане, но во время захода на посадку внезапно перешёл в режим сваливания и рухнул на жилой район. В катастрофе погибли 19 человек — все 6 членов экипажа на борту самолёта и 13 человек на земле.

## Самолёт
Douglas DC-8-51 (регистрационный номер N802E, заводской 45409, серийный 019) был выпущен в августе 1959 года как DC-8-11. 14 сентября того же года был передан авиакомпании Delta Air Lines. Позднее был модифицирован до DC-8-12, а в июне 1963 года был модифицирован до DC-8-51. Оснащён четырьмя турбовентиляторными двигателями Pratt & Whitney JT3D-1. На день катастрофы налетал 23 391 час.

## Экипаж
Самолётом управлял экипаж из 5 человек:
- Командир воздушного судна (КВС) — 44-летний Морис Г. Уотсон (англ. Maurice G. Watson). Очень опытный пилот, в авиакомпании Delta Air Lines проработал 17 лет и 9 месяцев (с 3 июня 1949 года). Управлял самолётами CV-240, CV-340 и CV-440, DC-3, DC-6, DC-7 и McDonnell Douglas DC-9. Налетал 19 008 часов, 475 из них на Douglas DC-8 (417 в качестве второго пилота и 58 в качестве КВС).
- КВС-стажёр — 48-летний Джеймс У. Мортон (англ. James W. Morton). Очень опытный пилот, в авиакомпании Delta Air Lines проработал 16 лет (c 13 марта 1951 года). Также (как и КВС) управлял самолётами CV-240, CV-340 и CV-440, DC-3, DC-6, DC-7 и McDonnell Douglas DC-9. Налетал 16 929 часов, 15 из них на Douglas DC-8.
- КВС-стажёр — 33-летний Уильям Т. Джетер-младший (англ. William T. Jeter, Jr.). Малоопытный пилот, в авиакомпании Delta Air Lines проработал 7 лет и 5 месяцев (c 9 октября 1959 года). Управлял самолётами CV-240, CV-340 и CV-440, DC-6, DC-7 и McDonnell Douglas DC-9. Налетал 2715 часов (в качестве бортинженера), 529 из них на Douglas DC-8.
- Бортинженер-инструктор — 25-летний Дэвид Э. Поузи (англ. David E. Posey). В авиакомпании Delta Air Lines проработал 2 года и 4 месяца (c 16 ноября 1964 года). Налетал 1371 час, 667 из них на Douglas DC-8.
- Бортинженер-стажёр — 30-летний Джордж Плазза (англ. George Plazza). В авиакомпании Delta Air Lines проработал 1 год и 10 месяцев (c 3 мая 1965 года). Налетал 802 часа, 6 из них на Douglas DC-8.

Также в составе экипажа был сопровождающий представитель FAA.

## Хронология событий
В 00:40 CST рейс DL9877 покинул стоянку и направился по рулёжной дорожке к взлётной полосе №28. В кабине экипажа находились КВС-стажёр Мортон (в кресле командира), КВС Уотсон (в кресле второго пилота) и оба бортинженера; КВС-стажёр Джетер-младший и представитель FAA находились в пассажирском салоне. В 00:43 пилоты сообщили диспетчерской вышке, что после взлёта сделают круг над аэропортом и затем совершат посадку на ВПП №01. После того как разрешение на взлёт было получено, в 00:43 рейс 9877 вылетел из Нового Орлеана.
В 00:47 экипаж подлетал к торцу ВПП №01 для захода на посадку, чтобы после этого совершить второй взлёт (уже с ВПП №19). Во время тренировочного захода на посадку с двумя отказавшими двигателями самолёт начал крениться влево, вскоре крен достиг 60° и продолжил увеличиваться. В 00:50 рейс DL9877 левым крылом прорезал линии электропередачи и деревья, рухнул на землю в жилом районе Нового Орлеана в 335 метрах от взлётной полосы №01 и полностью разрушился.
Погибли все находившиеся на борту самолёта 6 человек, также на земле погибли 13 человек и ещё 18 получили ранения различной степени тяжести. На земле были разрушены и повреждены 2 частных дома, комплекс мотелей и несколько автомобилей.

## Расследование
Расследование причин катастрофы рейса DL9877 проводил Национальный совет по безопасности на транспорте (NTSB)
Окончательный отчёт расследования был опубликован 20 декабря 1967 года. Причиной катастрофы в нём были указаны:

Плохой надзор инструктора за экипажем, и неверное использование инструктором и командиром-стажёром органов управления самолётом и двигателями во время имитации посадки с отказом двух двигателей, что привело к потере управления в полёте.
Оригинальный текст (англ.)Improper supervision by the instructor, and the improper use of flight and power controls by both instructor and the Captain-trainee during a simulated two-engine out landing approach, which resulted in a loss of control.